# The Slave Power
Pour les articles homonymes, voir Power.

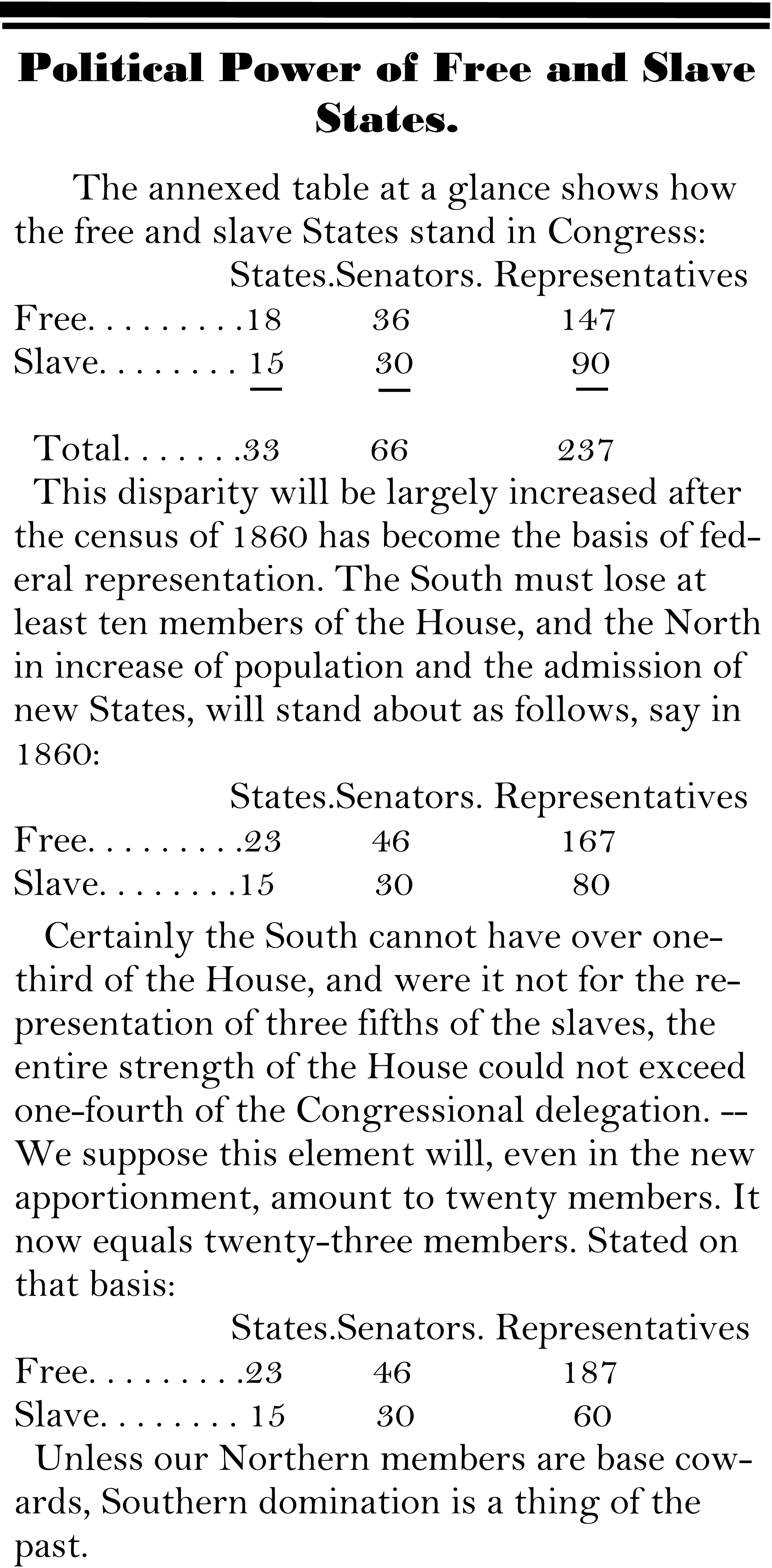
Reproduction d'une coupure de presse du journal Wooster Republican, publié au Massachusetts.

The Slave Power (le pouvoir esclave en français, parfois désigné sous le nom de slavocratie) est un terme employé dans les États du nord des États-Unis (principalement entre 1840 et 1875) pour caractériser le pouvoir politique de certains esclavagistes du sud des États-Unis à l'échelon fédéral.

## Contexte
Le principal problème posé par l'esclavage, d'après certains hommes politiques du nord, n'était pas tant les mauvais traitements infligés aux esclaves (un thème que les  abolitionnistes mettaient en avant), que l'affaiblissement du républicanisme américain, spécialement celui des « États libres »  nordistes. Le Parti du sol libre fut le premier à se saisir de la question en 1848, arguant que l'annexion du Texas comme État esclavagiste était une erreur terrible. La rhétorique de ce parti fut reprise par le  parti républicain lorsqu'elle émergera en 1854.
Les républicains ont aussi avancé que l'esclavage était économiquement inefficient comparé au travail libre et contre-productif pour la modernisation à long terme du pays. Pire, diront-ils, le slave power, profondément établi dans le « solid south » ( États du sud), confisquait systématiquement le contrôle de la Maison-Blanche, du  congrès, et de la  cour suprême. Le  sénateur et  gouverneur de l'Ohio Salmon Portland Chase était un opposant revendiqué du slave power, tout comme Charles Sumner sénateur du Massachusetts.

## La maison divisée
Dans son célèbre Discours de la Maison divisée (House Divided speech) en juin 1858, Abraham Lincoln dira que le sénateur Stephen A. Douglas, le  Président James Buchanan, son prédécesseur Franklin Pierce, et le  Chief Justice Roger Brooke Taney prirent part à un complot pour nationaliser l'esclavage, comme la décision de la cour suprême le prouva en 1857 avec le  jugement Dred Scott.
D'autres républicains indiquèrent que les violences au Kansas (Bleeding Kansas), l’assaut envers le sénateur Sumner, les attaques contre la presse abolitionniste et les efforts pour annexer Cuba (Manifeste d'Ostende), étaient des preuves que le Slave Power était violent, agressif, et conquérant.
Ils considéraient que la seule solution était un réengagement pour le travail libre, et un effort pour arrêter l'expansion territoriale de l'esclavage. Les  démocrates nordistes répondirent que ce n'était qu'exagération et que les républicains étaient paranoïaques. Leurs collègues sudistes parlèrent de sécession, le raid de John Brown en 1859 prouvant que les républicains étaient prêts à attaquer leur région et leur style de vie.
En félicitant le président Lincoln nouvellement élu en 1860, Salmon P. Chase s'exclama : « L'objet de mes vœux et travaux depuis dix-neuf ans est accompli par le renversement du Slave Power », ajoutant que la voie était désormais claire « pour l'établissement de la politique de la liberté » - ce qui n'arrivera qu'après quatre ans de  guerre civile.

## Points de vue
D'après l'historien  Henry Brooks Adams, le Slave Power était une force centralisatrice :

« Entre le slave power et les droits des États il n'y avait pas nécessairement de connexion. Le Slave Power, lorsqu'au pouvoir, était d'une influence centralisatrice, et tous les empiètements considérables sur les droits des États étaient de son fait. L'acquisition et admission de la Louisiane, l'embargo, la guerre de 1812, l'annexion du Texas par résolution (joint resolution) plutôt que par traité, la guerre avec le Mexique, déclarée par simple annonce du président Polk, la loi sur les esclaves fugitifs, le jugement Dred Scott – tous triomphes du Slave Power – ont fait bien plus que les tarifs ou améliorations internes qui, dans leurs origines, étaient aussi sudistes, dans le but de détruire la mémoire du droit des États tels qu'existant en 1789. Dès lors qu'une question émergeait sur l'extension ou la protection de l'esclavage, les détenteurs d'esclaves devenaient amis du pouvoir central, et usèrent de cette arme dangereuse dans une sorte de frénésie. En fait, l'esclavage requérait la centralisation afin de se maintenir et de se protéger, mais aussi le contrôle de la machine centralisée ; il avait nécessité de principe de gouvernement despotique, mais exclusivement pour son usage propre. 
Ainsi, en vérité, les droits des États étaient la protection des états libres (free states) de façon factuelle, durant la domination du Slave Power, le Massachusetts en appela à ce principe protecteur aussi souvent et quasi aussi bruyamment que la Caroline du sud. »